# Mathías Villasanti
Mathías Villasanti, né le 24 janvier 1997 à Caacupé au Paraguay, est un footballeur international paraguayen qui joue au poste de milieu central au Grêmio Porto Alegre.

## Carrière

### En club
Né à Caacupé au Paraguay, Mathías Villasanti commence le football avec le Cerro Porteño, où il est formé. Il joue son premier match en professionnel le 12 juillet 2017 lors d'une rencontre de Copa Sudamericana face au CA Boston River. Il entre en jeu lors de cette rencontre remportée par son équipe sur le score de deux buts à un.
Villasanti est prêté au CA Temperley, dans le championnat argentin, pour la saison 2017-2018. Il revient ensuite dans son club formateur.
En juillet 2020 il devient le nouveau capitaine du Cerro Porteño.

### En équipe nationale
Mathías Villasanti honore sa première sélection avec l'équipe nationale du Paraguay le 10 octobre 2019, lors d'un match amical face à la Serbie. Il est titulaire ce jour-là et son équipe s'incline sur le score de un but à zéro.
Il est retenu dans la liste du sélectionneur Eduardo Berizzo pour disputer la Copa América 2021,.

## Statistiques

### En sélection nationale
| Saison                | Sélection             | Phases finales        | Phases finales | Phases finales | Phases finales | Éliminatoires CDM | Éliminatoires CDM | Éliminatoires CDM | Matchs amicaux | Matchs amicaux | Matchs amicaux | Total | Total | Total |
| Saison                | Sélection             | Compétition           | M              | B              | Pd             | M                 | B                 | Pd                | M              | B              | Pd             | M     | B     | Pd    |
| --------------------- | --------------------- | --------------------- | -------------- | -------------- | -------------- | ----------------- | ----------------- | ----------------- | -------------- | -------------- | -------------- | ----- | ----- | ----- |
| 2019-2020             | Paraguay              | -                     | -              | -              | -              | -                 | -                 | -                 | 4              | 0              | 0              | 4     | 0     | 0     |
| 2020-2021             | Paraguay              | Copa América 2021     | 4              | 0              | 0              | 6                 | 0                 | 0                 | -              | -              | -              | 10    | 0     | 0     |
| 2021-2022             | Paraguay              |                       | -              | -              | -              | 9                 | 0                 | 0                 | 1              | 0              | 0              | 10    | 0     | 0     |
| 2022-2023             | Paraguay              |                       | -              | -              | -              | -                 | -                 | -                 | 6              | 0              | 0              | 6     | 0     | 0     |
| 2023-2024             | Paraguay              | Copa América 2024     | 3              | 0              | 1              | 5                 | 0                 | 0                 | 3              | 0              | 0              | 11    | 0     | 1     |
| 2024-2025             | Paraguay              |                       | -              | -              | -              | 6                 | 0                 | 0                 | -              | -              | -              | 6     | 0     | 0     |
| Total sur la carrière | Total sur la carrière | Total sur la carrière | 7              | 0              | 1              | 26                | 0                 | 0                 | 14             | 0              | 0              | 47    | 0     | 1     |